# 陸淵之
陸淵之（1444年—？），字克深，號東皋，留守中卫军籍浙江绍兴府上虞县人，明朝政治人物、進士出身。

## 生平
順天府乡试第一百二名举人，成化二年（1466年），登丙戌科会试第二名，二甲四十名進士，三月选授翰林院庶吉士，三年三月除授礼部主事，升郎中，出为叙州府知府，弘治元年（1488年）十二月升河南布政司左参政，四年十月升本司右布政使。著有《东臯集》八卷。

## 家族
曾祖陆仲彰。祖父陸士衡。父陸全，倉副使。母周氏。慈侍下。兄義之，译字官；信之；浩之。